# Manfred Fuchs (Fußballspieler, 1938)
Manfred Fuchs (* 26. November 1938 in Chemnitz) war Fußballtorwart in der DDR-Oberliga, wo er für die BSG Wismut Aue spielte. Später war er an verschiedenen Orten Fußballtrainer.

## Sportliche Laufbahn
Manfred Fuchs begann seine Torwartkarriere bei der BSG Motor Ascota in Karl-Marx-Stadt, dem heutigen Chemnitz und stand später bei Motor West Karl-Marx-Stadt im Tor. 1964 wechselte er zum Oberligisten Wismut Aue. Dort bestritt er sein erstes Spiel anlässlich des Olympia-Pokals am 27. September 1964 beim FC Karl-Marx-Stadt und musste eine 0:6-Niederlage hinnehmen. Bis 1966 kam er zumeist in der Reservemannschaft der Erzgebirger zum Einsatz. Das erste Oberligaspiel absolvierte Manfred Fuchs am 10. August 1966 beim 1. FC Lokomotive Leipzig (1:2). Bis 1973 absolvierte er insgesamt 115 Oberligaspiele. Sein letztes Oberligaspiel war am 29. April 1973 beim FC Karl-Marx-Stadt (0:4).
Seine Trainerlaufbahn begann der als Diplomsportlehrer ausgebildete Fuchs 1976 bei der Nachwuchsoberligamannschaft von Wismut Aue. Am 1. Juli 1977 übernahm Fuchs das Training der Auer Oberligamannschaft. Nachdem die Mannschaft vier Jahre lang nur Plätze im unteren Drittel der Oberliga erreicht hatte und 1981 nur knapp dem Abstieg entronnen war, trennte sich Wismut Aue im Sommer 1981 von Manfred Fuchs. Er ging daraufhin zurück nach Karl-Marx-Stadt, wo er beim FCK Assistenztrainer unter Manfred Lienemann wurde. Beide konnten aber nicht mehr als Mittelfeldplätze erreichen, und da die Clubverantwortlichen höhere Ziele verfolgten, mussten beide nach der Saison 1984/85 den Club verlassen. Die nächste Trainerstation von Manfred Fuchs war der Oberligaabsteiger Chemie Leipzig, wo er sich zwei Spielzeiten um den Wiederaufstieg mühte. Nach dem enttäuschenden 10. Platz nach der Saison 1986/87 musste Fuchs wieder seinen Hut nehmen. Er kehrte erneut in seine Heimatstadt zurück, wo er nun Trainer beim DDR-Ligisten Motor Fritz Heckert wurde.